# Manuel María Sierra Moya
Manuel María Sierra Moya (Cádiz; 7 de junio de 1799-Madrid; 18 de abril de 1866) fue hacendista y político español.  

## Biografía
Oficial de Hacienda, era subsecretario cuando cubrió la titularidad del Ministerio de Hacienda con carácter interino en febrero y abril de 1846. Fue senador vitalicio desde 1863.